# Дело храбрых
«Дело храбрых» (англ. Only the Brave) — американская биографическая драма режиссёра Джозефа Косински, основанная на реальных событиях. В главных ролях Джош Бролин, Майлз Теллер, Джефф Бриджес, Джеймс Бэдж Дейл, Тейлор Китч и Дженнифер Коннелли. Мировая премьера фильма состоялась 18 октября 2017 года. Выход в России состоялся 9 ноября 2017 года.

## Сюжет
История о команде пожарных под названием Granite Mountain Hotshots, участвовавших в борьбе с лесными пожарами в Аризоне летом 2013 года. Командир отряда Эрик Марш принимает в состав команды новичка Брэндона Макдона. Парень безработный, вялый и злоупотребляет наркотиками, только что вышел из тюрьмы, но командир дает ему шанс. Брэндон ожидает пополнения в семье. Остальные члены команды относятся к нему с недоверием. Отряду необходимо получить федеральную лицензию на борьбу с пожарами, иначе им не доверяют по настоящему ответственные задания. Новичок может потянуть назад всю команду.
Брендон проходит тяжелые тренировки и несколько небольших возгораний. Команде удается спасти символ города реликтовое дерево «Большой можжевельник» и они становятся героями. После года работы Брендон постепенно завоевывает авторитет среди коллег. Отряду предстоит сложное задание. Огонь подступает к городку Прескотт, готовится эвакуация. В ночь перед операцией Брендон предупреждает командира, что собирается покинуть опасную работу лесного пожарного, так как жена беспокоится за его жизнь. Марш просит его обдумать решение, хотя дает понять, что не станет им рисковать. Команда Granite Mountain Hotshots отправляется в лес и создает встречный пожар, который должен остановить распространение основной угрозы. Из-за ошибки летчики тушат контролируемый пожар. После этого команда предпринимает ещё одну попытку изменить направление огня с помощью минерализованной полосы, но изменение направления движения ветра меняет направления пожара. После того, как команда отходит к Чёрному пятну (участок местности, где пожар уже прошёл), принимается решение о движении к ближайшей точке укрытия. С целью скорейшего прибытия к ней, команда спускается в ложбину, где вновь сменивший своё направление пожар настигает их и 19 пожарных гибнут в огне. Чудом спастись удается только Брэндону, которого командир послал на возвышенность следить за ходом пожара. Брэндон возвращается в город и встречается с членами семей погибших товарищей. Он не находит слов объяснить то, как ему удалось спастись.
Через несколько лет после событий, Брендон с подросшей дочерью посещает «Большой можжевельник» и вспоминает погибших товарищей.

## В ролях
| Актёр              | Роль                     |
| ------------------ | ------------------------ |
| Джош Бролин        | Эрик Марш                |
| Майлз Теллер       | Брэндон «Бублик» Макдона |
| Джефф Бриджес      | Дуэйн Штейнбринк         |
| Дженнифер Коннелли | Аманда Марш              |
| Джеймс Бэдж Дейл   | Джесси Стид              |
| Тейлор Китч        | Кристофер «Мак» МакКензи |
| Энди Макдауэлл     | Марвел Штейнбринк        |
| Джофф Стульц       | Трэвис Турбэфилл         |
| Алекс Расселл      | Эндрю Эшкрафт            |
| Тэд Лакинбилл      | Скотт Норрис             |
| Бен Харди          | Уэйд Паркер              |
| Скотт Хэйз         | Клэйтон Уайт             |
| Натали Холл        | Натали Джонсон           |

## Производство
В июне 2014 года стало известно, что Скотт Купер планирует стать режиссёром фильма, рассказывающего о реальной истории подразделения пожарных Granite Mountain Hotshots, сотрудники которого погибли при тушении мощного пожара в Аризоне в 2013 году. Продюсерами проекта стали Лоренцо ди Бонавентура вместе со своей компанией Di Bonaventura Pictures, Майкл Менчел и Доун Острофф. За написание сценария взялся Кен Нолан. Будущий фильм получил название «Нет выхода».
В феврале 2016 года стало известно, что режиссёром проекта стал Джозеф Косински. 1 марта 2016 года было объявлено, что главные роли в фильме исполнят Майлз Теллер и Джош Бролин. В мае 2016 года к актёрскому составу присоединились Тейлор Китч и Джефф Бриджес. В июне того же года роли в грядущей картине получили Дженнифер Коннелли, Бен Харди и Энди Макдауэлл. Фильм получил новое название — «Гранитная гора».
Основные съёмки начались 13 июня 2016 года. Они проходили в разных местах Нью-Мексико, включая Санта-Фе и Лос-Аламос.
Первый трейлер к фильму вышел 19 июля 2017 года. С его выходом картина снова получила новое название — «Дело храбрых». 13 сентября состоялся выход второго трейлера. 5 октября вышел финальный трейлер.

## Критика
Фильм «Дело храбрых» получил положительные отзывы кинокритиков. На сайте Rotten Tomatoes рейтинг составляет 87 %, основываясь на 146 рецензиях со средним баллом 7 из 10. Критический консенсус гласит: «Впечатляющий актёрский состав «Дела храбрых» и трогательная, основанная на фактах история дополняют фильм без излишеств, столь же бесстрастно мощно, как и герои из реальной жизни, которых она чтит». На сайте Metacritic фильм имеет оценку 72 из 100 на основе 35 рецензий критиков, что соответствует статусу «в целом положительные отзывы».